# 山城町大和川
山城町大和川（やましろちょうやまとがわ）は、徳島県三好市の町名。郵便番号は779-5301。

## 地理
三好市の西部に位置。南は山城町下川、東は山城町若山及び吉野川を挟んで池田町中西、西は山城町相川、北は池田町白地にそれぞれ接する。東境に吉野川が北流し、並行して国道32号が通っている。

### 河川
- 吉野川

## 歴史
- 2006年（平成18年）3月1日 - 三好郡山城町が三野町・池田町・井川町・東祖谷山村・西祖谷山村と合併して三好市が発足し、現在の町名となる。

## 世帯数と人口
2021年（令和3年）2月28日現在の世帯数と人口は以下の通りである。
| 町丁         | 世帯数 | 人口 |
| ------------ | ------ | ---- |
| 山城町大和川 | 33世帯 | 65人 |

## 小・中学校の学区
市立小・中学校に通う場合、学区は以下の通りとなる。
| 番地 | 小学校             | 中学校             |
| ---- | ------------------ | ------------------ |
| 全域 | 三好市立山城小学校 | 三好市立山城中学校 |

## 施設
- 河内神社
- レオマ高原ゴルフ倶楽部

## 交通

### 鉄道
- 最寄駅はJR土讃線の三縄駅。

### 道路
国道
- 国道32号